# トーマス・E・カーツ
トーマス・ユージン・カーツ（Thomas Eugene Kurtz、1928年2月22日 - 2024年11月12日）は、アメリカ合衆国の計算機科学者・数学者である。元ダートマス大学教授であり、同僚のジョン・ジョージ・ケメニーと共に、プログラミング言語BASICや世界初の大規模タイムシェアリングシステムの一つであるDartmouth Time-Sharing System(DTSS)を開発した。

## 若年期
カーツは1928年2月22日にイリノイ州オークパークで生まれた。1950年にノックス大学で数学の学士号を取得し、プリンストン大学大学院に入学した。プリンストン在学中の1951年、カリフォルニア大学ロサンゼルス校数値解析研究所のサマーセッションにおいて、カーツは初めてコンピュータに触れ、コンピュータプログラムを作成した。それ以来、数値解析、統計学、計算機科学に関心を持つようになった。1956年にジョン・テューキーの指導のもとでPh.D.を取得した。博士論文は、数値統計における多重比較の問題に関するものだった。

## ダートマス大学

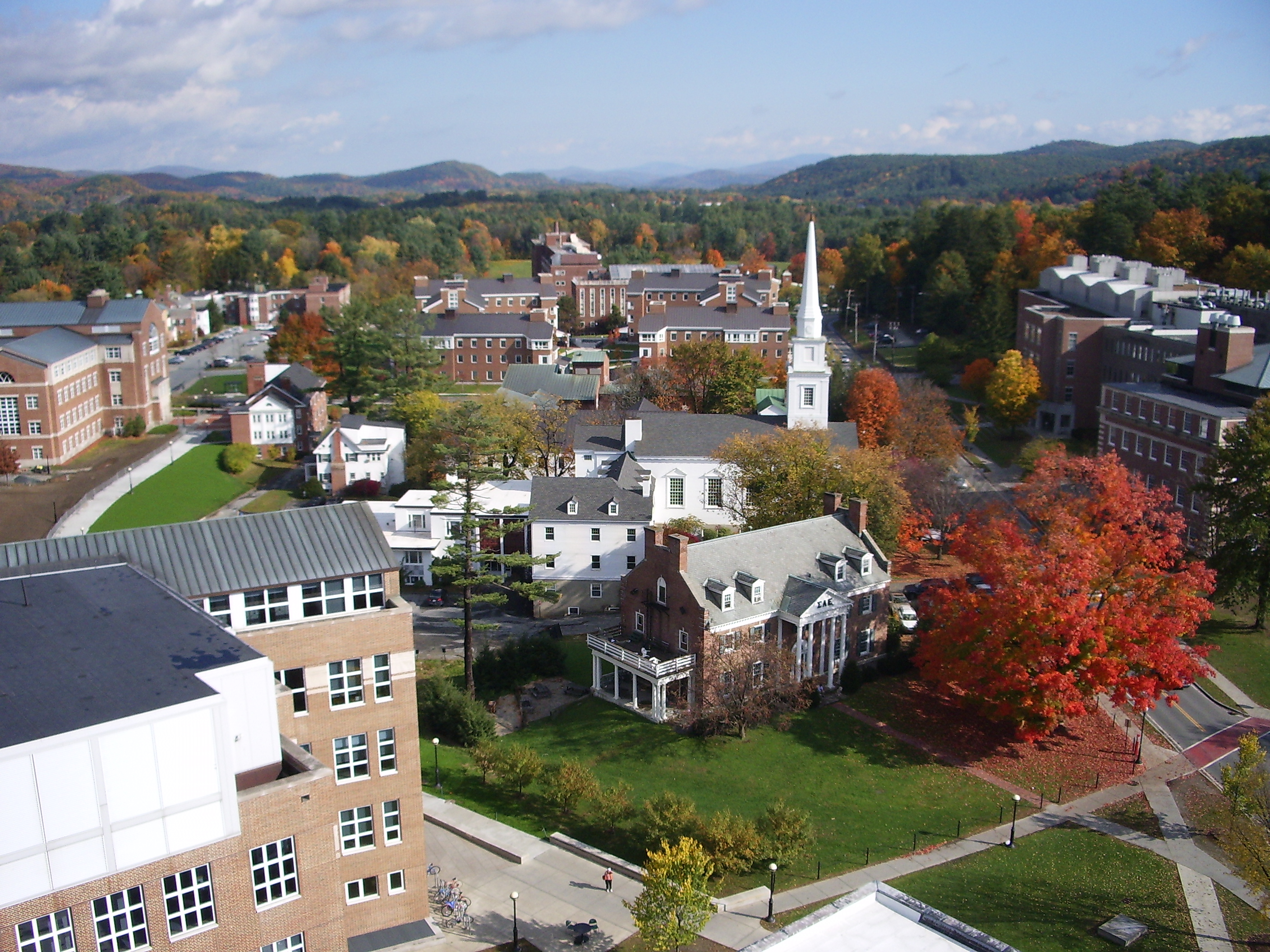
ダートマス大学

大学院卒業とともに、カーツはダートマス大学数学科の教員となり、統計学と数値解析を教えた。ダートマス大学においてカーツは、1966年から1975年まで計算機センター長を、1975年から1978年までアカデミック・コンピューティング事務局長を務めた。1980年から1988年まで、カーツはコンピュータ・情報システムプログラムの代表を務めた。これは、産業界における情報システムのリーダーを育成するための画期的な学際的プログラムだった。その後、フルタイムの数学の教授となり、主に統計学と計算機科学を教えた。
1936年から1964年にかけて、カーツは同僚のジョン・ジョージ・ケメニーと共に、プログラミング言語BASICや世界初の大規模タイムシェアリングシステムの一つであるDartmouth Time-Sharing System(DTSS)を開発した。

## BASIC
BASICは、DTSSの一環として製作された。ケメニーとカーツは、1956年にDARSIMCO(Dartmouth Simplified Code)を開発した。これはダートマス大学における初のプログラミング言語だったが、FORTRANが登場すると時代遅れとなった。1962年、ケメニーは学部生のシドニー・マーシャルとともに、BASICの直接の前身となるDOPEを開発した。DOPEはほとんど使われず、カーツもFORTRANやALGOLなどを使うことが多かった。LGP-30用のALGOLの実装であるDartmouth ALGOL 30を開発したときの経験から、カーツは既存の言語のサブセットを作ることは現実的ではないと考え、完全に新しい言語を作るというケメニーの考えに同意した。
BASICによる最初のプログラムは1964年5月1日午前4時に完成したが、2人ともこれが壮大な出来事の始まりであるとは思っておらず、学生たちの学習の手助けになればと考えていただけだった。その後すぐに、この言語が広く使われるようになることを確信したが、それを使って儲けようとは考えなかった。BASICはダートマス大学の名前で著作権登録され、BASICを使いたい人には無料で提供された。言語の名前は、頭字語であるとともに何か意味のある言葉にしたいというカーツの考えによりつけられた。カーツは、「単純(simple)だが頭が弱そうに見える(simple-minded)ものではない言葉にしたかった。BASICはその一つだった」と述べている。BASICとそれを解説するために書いた本には、多くの好意的な反響があった。
カーツは、BASICは平均的なコンピュータ利用者のためのものであるということを度々強調している。カーツは公開書簡の中で、「BASICは簡単に学べるシンプルな言語を学生たちに提供するために開発された」という発言を繰り返し、「BASICはプログラミングに人生を捧げたくない人のためのものだ」と述べた。
1975年、ビル・ゲイツとポール・アレンが初期のパーソナルコンピュータで実行可能なBASIC（Altair BASIC）を実装したことで、その人気が急上昇した。ゲイツとアレンが興したマイクロソフトによるMicrosoft BASICは、BASICの最も著名な実装となった。BASICは、1986年にEcmaで、1987年にANSIで標準規格化された。
2021年2月、BASICはIEEEマイルストーンに選出された。

## True BASIC

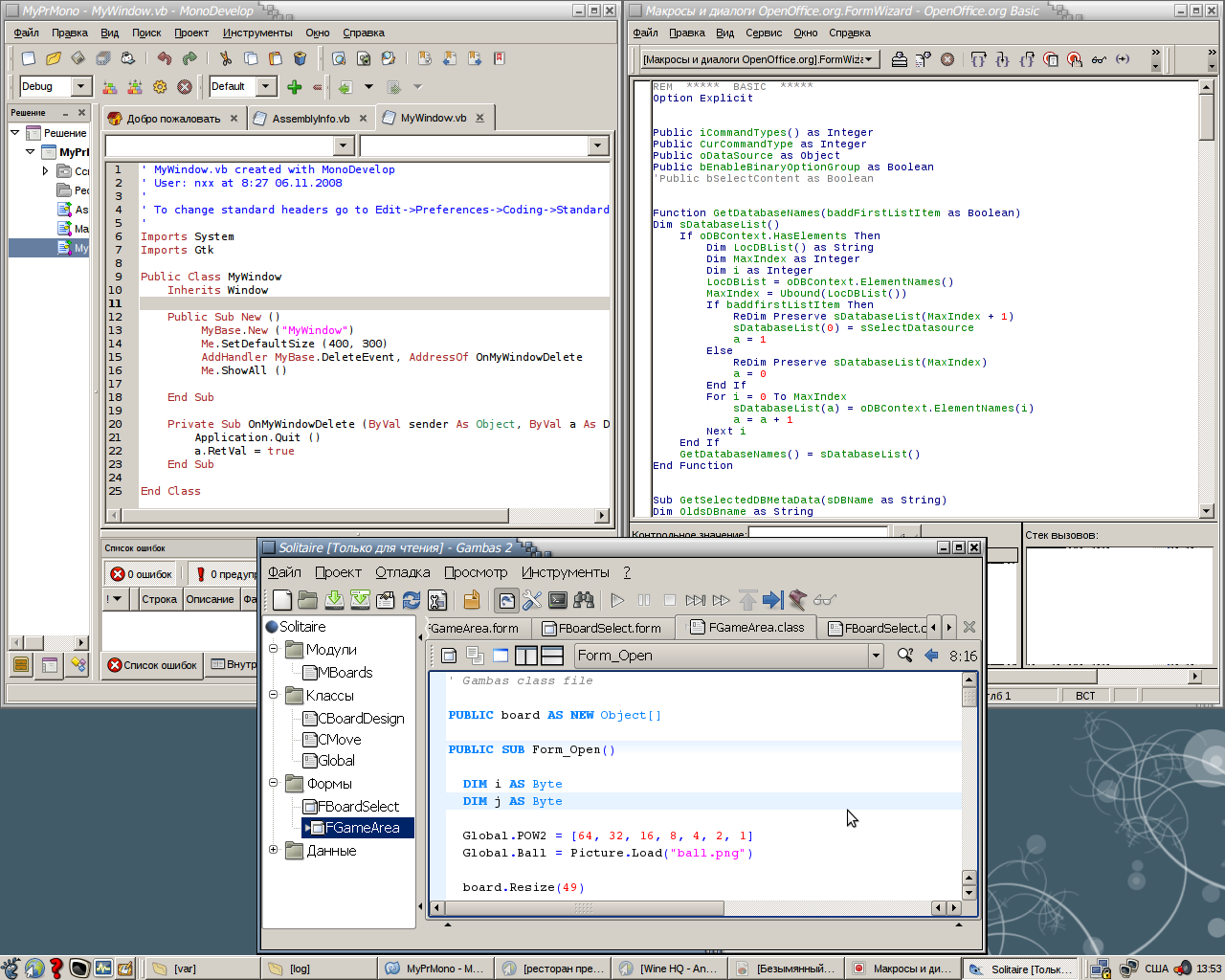
True Basicの実行例

BASICの派生が多く生まれたことから、1983年、ダートマス大学の卒業生のグループがケメニーとカーツを説得し、ダートマス大学版BASICを商用製品のTrue BASICとして発売することとなった。彼等はTrue Basic, Inc.を設立し、ダートマスBASIC 7をベースにした最初の製品を発売した。この製品は、「IF..THEN..ELSE」「DO..LOOP」「EXIT DO」などの現代的なプログラミング構成を特徴とし、単一のOSに限定されず、DOS、macOS、Windows、Unix、Linuxでも使用できた。カーツは、1993年にダートマス大学を退職した後も、True BASICの開発と保守を続けている。

## 賞と栄誉とその後
1974年、米国情報処理学会連合会(AFIPS)は、BASICとタイムシェアリングに関する業績を称えて、全米コンピュータ会議においてカーツとケメニーを表彰した。1991年にIEEE Computer Societyのコンピュータパイオニア賞を授与された。
1994年にACMのフェローに選出された。
2023年、カーツはコンピュータ歴史博物館の「コンピュータの殿堂」に殿堂入りした（ケメニーは1992年に死去している）。
2024年11月12日、ニューハンプシャー州レバノンのホスピス施設で死去。96歳没。